# North York Moors
North York Moors är en nationalpark i nordöstra England, vid Nordsjökusten i North Yorkshire, mellan Scarborough och Teeside. Ytan är 1436 kvadratkilometer. Det är ett av de största områdena med ljunghedar i Storbritannien. Inom nationalparken bor ca 25.000 människor (2006).
North York Moors blev nationalpark 1952, som en följd av 1949 års lagstiftning National Parks and Access to the Countryside Act.
Området är starkt avgränsat med branter och klippor både mot kusten och mot den flacka landsbygden inåt land. Kullarna inom parken når en höjd på upp till ca 450 meter över havet.
80% av parkens mark är privatägd, och 40% av den totala markytan används inom lantbruket.
De högre belägna delarna av heden är i hög grad täckta av ljung. I augusti när blomningen börjar blir området som ett hav av purpurfärgad ljung under flera veckor. På lägre höjd har dock ormbunkar tagit över stora områden, och i vissa delar av nationalparken har mycket arbete lagts ned under den senaste tjugoårsperioden för att hålla tillbaka deras spridning.

## Sevärdheter inom North York Moors nationalpark
- North Yorkshire Moors Railway
- Byland Abbey
- Cleveland Way nationell vandringsled
- Lyke Wake Walk vandringsled
- Forge Valley nationellt naturreservat
- Farndale lokalt naturreservat
- Helmsley Castle